# Xã York, Quận Medina, Ohio
Xã York (tiếng Anh: York Township) là một xã thuộc quận Medina, tiểu bang Ohio, Hoa Kỳ. Năm 2010, dân số của xã này là 3.438 người.